# Dzień dobry WP
#dzieńdobryWP (wcześniej #dzieńdobryPolsko) – poranny magazyn (morning show) telewizji WP, nadawany od 5 grudnia 2016 do 30 września 2017 od poniedziałku do piątku na żywo o 08:00, a także w weekendy wybrane materiały z tygodnia o tej samej porze. 
Program rozpoczynał się rozmową polityczną, którą prowadzi Kamila Biedrzycka-Osica. W programie prezentowany jest skrót informacji #dziejesię.

## Przebieg programu
- Rozmowa polityczna przeprowadzona przez Kamilę Biedrzycką-Osicę
- Skrót informacji #dziejesię
- Prognoza pogody na dzień, sprawdzenie kamer na Polskę
- Rozmowa polityczna przeprowadzona przez Małgorzatę Serafin
- Wywiady i rozmowy o rozrywce, muzyce i lifestyle

### Dawniej
- #dzieńdobryWP 09:00 – rozmowy polityczne
- #dzieńdobryWP 10:00 – lifestyle[3]

## Prowadzący

### Obecnie
- Kamila Biedrzycka-Osica
- Małgorzata Serafin
- Aleksandra Szwed – #dzieńdobryWP 10:00
- Igor Sokołowski – #dzieńdobryWP 09:00
- Katarzyna Krupa – #dzieńdobryWP 10:00
- Maciej Orłoś – #dzieńdobryWP 10:00[4]
- Małgorzata Ohme – #dzieńdobryWP 10:00
- Marcin Antosiewicz – #dzieńdobryWP 09:00
- Nikola Zbyszewska – #dzieńdobryWP 10:00
- Patryk Ignaczak – #dzieńdobryWP 10:00